# Natithorn Inntranon
Natithorn Inntranon (thailändisch เนติธร อินทนนท์, * 14. Januar 2001) ist ein thailändischer Fußballspieler.

## Karriere
Natithorn Inntranon erlernte das Fußballspielen in der Jugendmannschaft BG Pathum United FC in Pathum Thani. Seinen ersten Vertrag unterschrieb er am 1. Juni 2020 beim Drittligisten Raj-Pracha FC. Ende Dezember 2020 wurde er an den ebenfalls in der dritten Liga spielenden Kanjanapat FC ausgeliehen. Ende August 2021 unterschrieb er einen Vertrag beim Chiangmai FC. Der Verein aus Chiangmai spielte in der zweiten thailändischen Liga, der Thai League 2. Sein Zweitligadebüt gab Natithorn Inntrano am 2. Oktober 2021 (6. Spieltag) im Auswärtsspiel gegen den Erstligaabsteiger Sukhothai FC. Hier wurde er in der 72. Minute für Saharat Posri eingewechselt. Sukhothai gewann das Spiel 4:1. Für Chiangmai absolvierte er 17 Ligaspiele. Im August wechselte er in die dritte Liga. Hier schloss er sich dem in der Eastern Region spielenden Chanthaburi FC an. Am Ende der Saison 2022/23 wurde er mit Chanthaburi Vizemeister der Region und qualifizierte sich somit für die Aufstiegsspiele zur zweiten Liga. Hier belegte man den zweiten Platz und stieg somit in die zweite Liga auf. Nach dem Aufstieg verließ er den Verein und schloss sich im Juli 2023 dem Erstligisten Lamphun Warriors FC an. Nach zwei Erstligaspielen wurde er Anfang Januar 2024 an den Drittligisten Phitsanulok FC ausgeliehen. Mit dem Verein aus Phitsanulok spielte er dreimal in der Northern Region der Liga. Nach der Ausleihe kehrte er im Sommer 2024 zu den Warriors zurück. Nach zwei Ligaspielen für die Warriors wurde sein Vertrag im Sommer 2025 nicht verlängert.